# Orlando Hernández
Orlando Hernández Pedroso (né le 11 octobre 1965 à Villa Clara, Cuba) est un ancien lanceur droitier de baseball ayant joué dans les Ligues majeures de 1998 à 2007.
Surnommé El Duque, Orlando Hernández est un gagnant de quatre Séries mondiales, dont trois avec les Yankees de New York et l'autre avec les White Sox de Chicago. Il est nommé joueur par excellence de la Série de championnat de la Ligue américaine en 1999.
Il est le demi-frère d'un autre lanceur, Liván Hernández. 

## Carrière à Cuba
Orlando Hernández fait partie de l'équipe nationale de baseball de son pays natal, Cuba. Il remporte avec l'équipe la médaille d'or en baseball aux Jeux olympiques de Barcelone en 1992.
Il fait aussi partie des sélections cubaines gagnant la Coupe du monde de baseball en 1988, 1990 et 1994, est un médaillé d'or des Jeux d'Amérique centrale et des Caraïbes en 1993 et des Jeux panaméricains de 1995.
Son demi-frère Liván fait défection de Cuba en septembre 1995. Ceci attire la suspicion des autorités cubaines qui croient que Orlando planifie lui aussi de fuir le pays. En août 1996, Orlando est banni du baseball cubain. Liván devient pendant ce temps une vedette aux États-Unis alors qu'il mène les Marlins de la Floride à la conquête de la Série mondiale 1997. Le 25 décembre 1997, Orlando décide effectivement de quitter le pays alors qu'il s'embarque avec six autres Cubains sur un bateau de pêche. Le 30 décembre, l'embarcation et son équipage sont rescapés par la garde côtière des États-Unis et le groupe amené aux Bahamas. Hernández demande l'asile politique aux États-Unis.

## Ligues majeures

### Yankees de New York

#### Saison 1998
En 1998, Orlando Hernández signe un contrat avec les Yankees de New York, avec qui il joue son premier match dans les Ligues majeures de baseball le 3 juin. Sa tenue est impeccable à cette première année alors qu'il remporte 12 victoires en 21 départs, n'encaissant la défaite qu'en quatre occasions. Sa moyenne de points mérités se chiffre à un excellent 3,13 et il enregistre 131 retraits sur des prises en 141 manches lancées. Il termine quatrième au vote déterminant la recrue de l'année de la Ligue américaine. Il fait ses débuts en séries éliminatoires le 10 octobre à Cleveland alors qu'il blanchit les Indians en sept manches et mérite la victoire dans un gain de 4-0 qui permet aux Yankees d'égaler la Série de championnat de la Ligue américaine. Le 18 octobre, le lanceur partant se voit confier la balle pour le second affrontement de la Série mondiale 1998 entre New York et San Diego au Yankee Stadium. Il est le lanceur gagnant dans la victoire des Yankees, qui balaient la série finale de quatre parties pour remporter le titre mondial.

#### Saison 1999

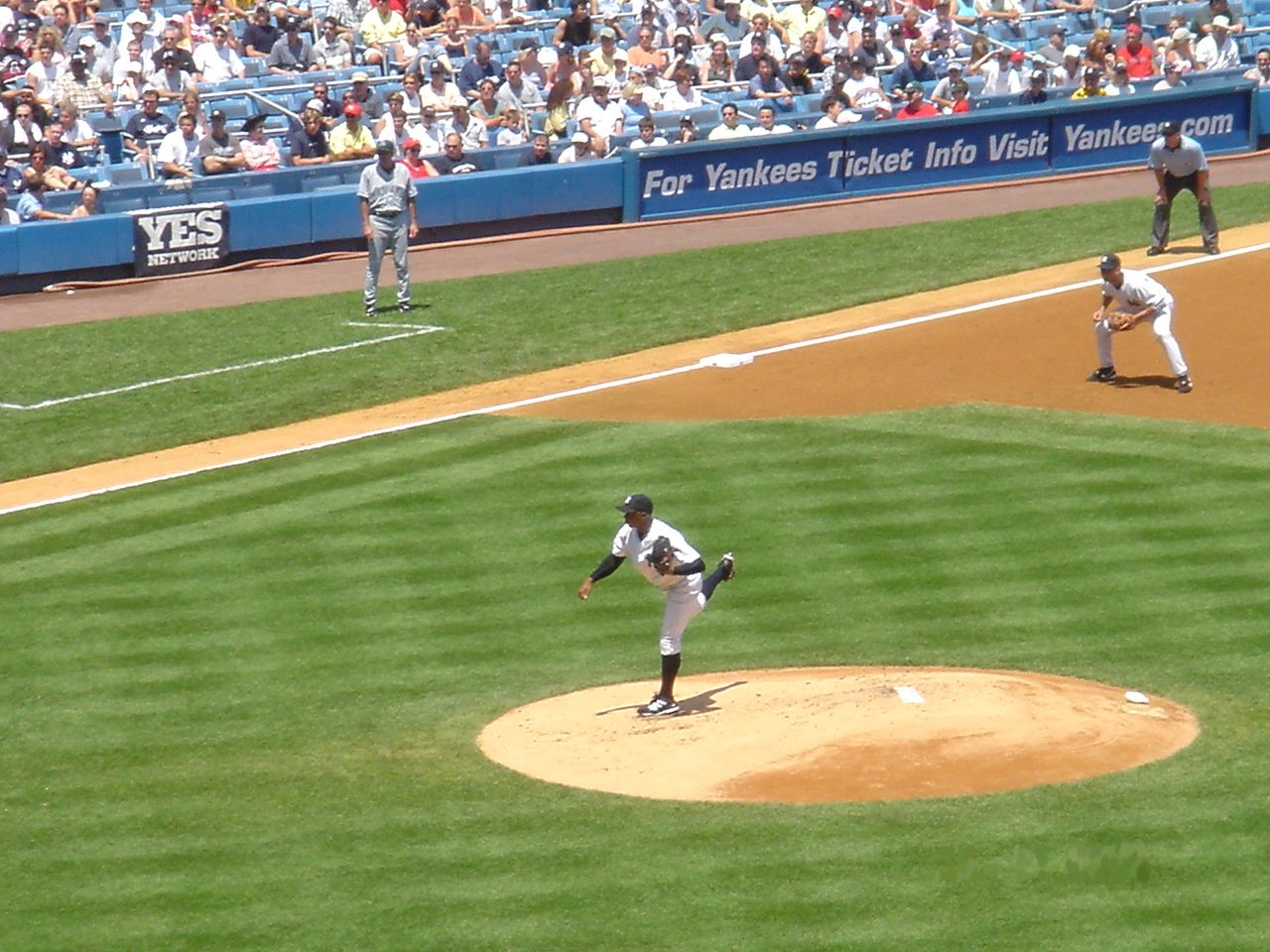
Orlando Hernández au monticule pour les Yankees de New York.

À sa première saison complète en 1999, Hernández termine cinquième parmi les lanceurs de l'Américaine avec 17 victoires en saison régulière, contre neuf défaites. En première ronde des séries éliminatoires, il limite les Rangers du Texas à seulement deux coups sûrs et aucun point en huit manches pour une nouvelle victoire en matchs d'après-saison. Il effectue par la suite deux départs en Série de championnat face aux Red Sox de Boston. Lanceur partant des Yankees lors du premier match de la série, il accorde trois points, dont deux mérités en huit manches, mais n'est pas impliqué dans la décision dans le match remporté en Manches supplémentaires par New York. Il est partant du cinquième match, les Yankees n'ayant besoin que d'une victoire à Fenway Park pour éliminer leurs rivaux et accéder de nouveau à la Série mondiale. Le droitier ne donne qu'un point en sept manches dans une victoire de 6-1 de son équipe. Avec une moyenne de points mérités de 1,80 et 13 retraits sur des prises en 15 manches au monticule contre Boston, Orlando Hernández est nommé joueur par excellence de la Série de championnat, un honneur que son demi-frère avait reçu deux ans plus tôt dans la Série de championnat de la Ligue nationale avec les Marlins. Cinq jours après l'élimination des Sox, Orlando est de retour au monticule pour lancer au Turner Field d'Atlanta la Série mondiale 1999. Il retire 10 frappeurs adverses sur des prises en sept manches et n'alloue qu'un point aux Braves pour une nouvelle victoire. Les Yankees gagnent la finale dans le minimum de quatre matchs.

#### Saison 2000
Hernández connaît sa première saison perdante en 2000 avec 12 victoires et 13 défaites. Sa moyenne de points mérités, passée au-dessus de 4,00 l'année précédente, s'élève à 4,51. Il ajoute cependant une victoire en Série de divisions, l'affrontement de première ronde des éliminatoires qui oppose New York et Oakland, puis deux victoires en deux départs en Série de championnat contre les Mariners de Seattle. En Série mondiale 2000, les Yankees sont opposés aux Mets de New York, champions de la Ligue nationale. Après huit victoires de suite en éliminatoires depuis le début de sa carrière, Orlando Hernández subit une première défaite. Les Yankees remportent néanmoins un troisième titre consécutif.

#### Saison 2001
Limité à 17 parties jouées et 94 manches et deux tiers lancées en 2001, Hernández ne gagne que quatre parties contre sept défaites et sa moyenne de points mérités grimpe cette fois à 4,85.
Il revoit les Athletics d'Oakland au premier tour éliminatoire et mérite une décision gagnante. Il perd cependant à son seul départ en Série de championnat contre Seattle. En Série mondiale 2001, sa quatrième série finale en quatre ans, on lui confie la balle le 31 octobre pour le match #4, que les Yankees espèrent remporter devant leurs partisans pour égaler à 2-2 la série face aux Diamondbacks de l'Arizona. Curt Schilling ne donne qu'un point du côté des Diamondbacks, mais Hernández fait de même pour les Yankees et quitte sur une égalité en septième manche. Il n'est pas impliqué dans la décision dans ce match gagné en dix manches par les Yankees. Arizona gagne toutefois la finale dans la limite de sept parties, Hernández ne revenant pas au monticule.

#### Saison 2002
La fiche victoires-défaites de Hernández est de 8-5 en 2002 avec une moyenne de points mérités de 3,64. C'est comme lanceur de relève qu'il est utilisé par les Yankees en éliminatoires. Il effectue deux présences pour un total de six manches et un tiers lancées en Série de divisions face aux éventuels champions du monde, les Angels d'Anaheim. Il est le lanceur perdant du second duel de la série.

#### Saison 2003
Le 15 janvier 2003, Orlando Hernández est échangé lors d'une transaction à trois équipes. Après être passé aux White Sox de Chicago en retour du lanceur droitier mexicain Antonio Osuna et un joueur des ligues mineures, il est transféré aux Expos de Montréal en compagnie du lanceur Rocky Biddle et du joueur d'utilité Jeff Liefer pour le lanceur partant Bartolo Colón.
Cette transaction aurait permis à Orlando Hernández de jouer pour la première fois en ligue majeure avec son demi-frère Livan, puisque les Expos font l'acquisition de ce dernier des Giants de San Francisco deux mois plus tard. Cependant, des blessures forcent Orlando à l'inactivité durant l'entière saison 2003.

#### Saison 2004
Devenu agent libre après une saison hors de la compétition, Hernández revient chez les Yankees de New York en mars 2004. Il semble retrouver sa forme d'autrefois alors qu'il se montre dominant en 15 départs, retirant 84 frappeurs sur des prises en 84 manches et deux tiers lancées, et gardant sa moyenne de points mérités à seulement 3,30. Il gagne huit matchs, n'en perd que deux. Il joue un match comme lanceur partant en Série de championnat 2004 dans un match perdu par les Yankees face aux Red Sox de Boston mais dans lequel Hernández n'est pas lanceur de décision.

### White Sox de Chicago
Au terme d'un contrat d'un an avec les Yankees, Hernández rejoint les White Sox de Chicago pour la saison 2005. Sa fiche est de 9-9 en 24 parties, dont 22 départs et deux présences en relève. Il réussit un sommet personnel de 164 retraits sur des prises durant la saison, en 162 manches et un tiers de travail.
Il est utilisé comme releveur en séries éliminatoires. Les White Sox remportent la Série mondiale 2005, permettant au lanceur cubain de mériter sa quatrième bague de champion du monde.
Le 25 décembre 2005, les White Sox échangent Orlando Hernández, le lanceur droitier Luis Vizcaíno et le voltigeur Chris Young aux Diamondbacks de l'Arizona en retour du lanceur partant étoile Javier Vázquez.

### Diamondbacks de l'Arizona
Après un début de saison 2006 difficile en Arizona, où sa moyenne s'élève à 6,11 après neuf départs, Hernández passe aux Mets de New York le 24 mai en retour du lanceur droitier Jorge Julio. 

### Mets de New York

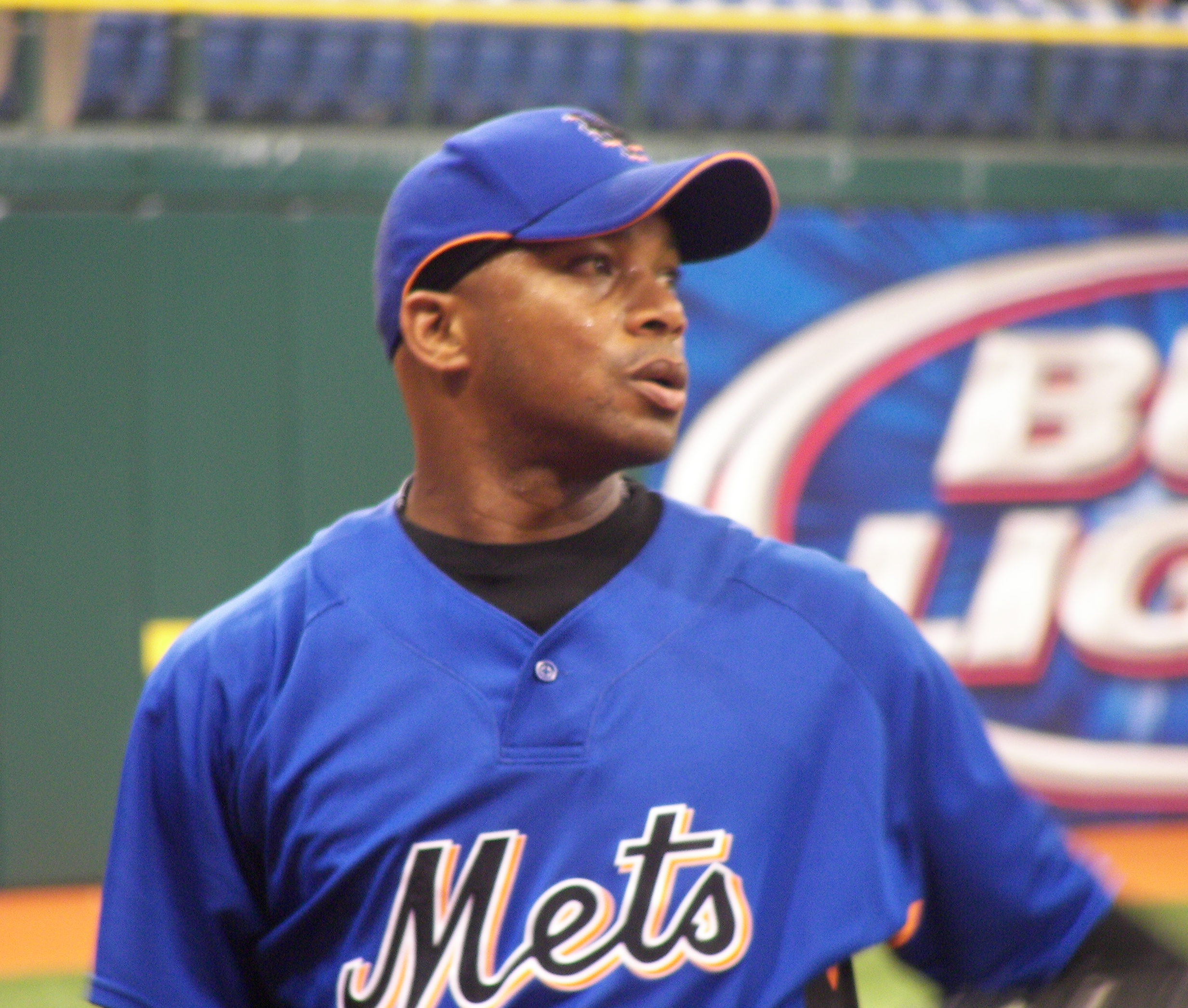
Orlando Hernández avec les Mets.

Avec neuf gains et sept revers chez les Mets, Hernandez complète la campagne 2006 avec une fiche de 11-11 et une moyenne de points mérités de 4,66.
En 2007, il présente un dossier de 9-5 pour les Mets avec une moyenne de 3,72. 
Une opération à un pied après la saison 2007 compromet son début de saison 2008. Il espère rejoindre les Mets au printemps mais ne récupère pas aussi bien que prévu. Sans jouer un seul match durant cette saison, il voit son contrat venir à terme et redevient agent libre. Il signe un contrat avec les Rangers du Texas, pour qui il joue brièvement en ligues mineures en 2009, mais est libéré de son contrat pendant l'été. Une autre tentative de revenir au jeu échoue en 2010 alors qu'il s'aligne brièvement avec un club des mineures affilié aux Nationals de Washington.

### Palmarès
Orlando Hernández a joué 219 parties en neuf saisons dans les Ligues majeures, dont 211 comme lanceur partant. Il a remporté 90 victoires contre 65 défaites avec une moyenne de points mérités de 4,13 en 1314 manches et deux tiers lancées, 1086 retraits sur des prises, neuf matchs complets et deux blanchissages. Il réussit de plus deux sauvetages lors de rares présences en relève. De ses 219 parties jouées, 139 sont dans l'uniforme des Yankees de New York.
En séries éliminatoires, le gagnant de quatre Séries mondiales a 9 victoires et 3 défaites avec une moyenne de points mérités de 2,55 et 107 retraits sur des prises en 106 manches lancées au cours de ses 19 sorties.